# Country Club (Florida)
Country Club es un lugar designado por el censo ubicado en el condado de Miami-Dade en el estado estadounidense de Florida. En el Censo de 2010 tenía una población de 47.105 habitantes y una densidad poblacional de 4.098,09 personas por km².

## Geografía
Country Club se encuentra ubicado en las coordenadas 25°56′28″N 80°18′39″O / 25.94111, -80.31083. Según la Oficina del Censo de los Estados Unidos, Country Club tiene una superficie total de 11.49 km², de la cual 10.72 km² corresponden a tierra firme y (6.71%) 0.77 km² es agua.

## Demografía
Según el censo de 2010, había 47.105 personas residiendo en Country Club. La densidad de población era de 4.098,09 hab./km². De los 47.105 habitantes, Country Club estaba compuesto por el 77.37% blancos, el 13.25% eran afroamericanos, el 0.13% eran amerindios, el 1.93% eran asiáticos, el 0.02% eran isleños del Pacífico, el 5.09% eran de otras razas y el 2.36% pertenecían a dos o más razas. Del total de la población el 78.83% eran hispanos o latinos de cualquier raza.